# Mann gegen Mann
«Mann gegen Mann» (del alemán «Hombre contra hombre») es una canción de la banda alemana de música industrial Rammstein lanzada como tercer y último sencillo de su álbum Rosenrot (2005). La canción abarca el tema de la homosexualidad y pretende ser una crítica de algunos comportamientos homófobos de la sociedad. El vídeo musical que lo acompaña fue dirigido por el sueco Jonas Åkerlund y lanzado el 1 de febrero.

## Contexto
Incluso en sus inicios, Rammstein ha sido producto de polémica por parte de las autoridades, y esta canción ayudó a alimentar su creciente fama (véase el artículo principal). El tema ya existía en tiempos del álbum Mutter (2001) y su título provisional era «Schwuhlah», una deformación de la palabra alemana Schwuler (gay), pero no fue hasta el 2005 cuando fue grabada en los Teldex Studio, en la ciudad de Berlín. La letra, según el guitarrista Richard Z. Kruspe, fue presentada a amigos y comunidades homosexuales antes de grabarla, para asegurarse de que no tuviera contenido ofensivo. Según Christoph Schneider, lo que llevó al vocalista a escribir la canción fue su interés en «todas las formas y tipos de amor», aunque también se ha dicho que la inspiración vino luego de perder una apuesta, en la que tuvo que acompañar a unos amigos por todos los bares gais de Berlín. En una entrevista en 2006 con la revista Playboy, Till Lindemann aseguró que aspiraba a que esta canción se convirtiera en un himno en los clubes gais.

## Temática

El tema principal de la canción es la homosexualidad.

La canción refleja, relatadas en primera persona y de forma metafórica, las reflexiones de un varón homosexual. La letra de Mann gegen Mann incluye alusiones literarias y juegos con frases hechas. 
También abundan, como en otras letras del grupo, los dobles sentidos. Por ejemplo, la línea «in meiner Kette fehlt kein Glied» se traduce literalmente como «en mi cadena no falta ningún eslabón», pero la palabra «Glied» (eslabón) también puede hacer referencia al miembro genital masculino. El fragmento «Mein Geschlecht schimpft mich Verräter. / Ich bin der Alptraum aller Väter» se traduce como «mi sexo (el masculino) me llama traidor, soy la pesadilla de todos los padres»: en este caso la palabra «Geschlecht» es polisémica, de modo que también puede traducirse como «mis genitales me llaman traidor», o también «mi linaje me llama traidor».

## Vídeo musical
El vídeo fue dirigido por Jonas Åkerlund, y se estrenó el 1 de febrero de 2006 en la MTV alemana. En él, los músicos de la banda tocan totalmente desnudos, cubriendo sus genitales con sus instrumentos musicales. El cantante Till Lindemann, al carecer de más instrumento que su micrófono, lleva puesto lo que el guitarrista Paul Landers definió en una entrevista como «pañal de látex», así como una peluca y botas negras. El vídeo alterna escenas de la banda tocando con otras de un grupo de hombres con apariencia de culturistas, totalmente desnudos, cubiertos de aceite y retorciéndose unos con otros. Hacia el final del vídeo, Lindemann parece convertirse en una especie de demonio, algo que puede apreciarse también en la carátula del sencillo. Un mes después de estrenarse, las autoridades alemanas catalogaron el videoclip como no recomendable para menores de 16 años, pudiendo sólo ser emitido en horario de diez de la noche a seis de la mañana.

## Lanzamiento y recepción
Rammstein editó Mann gegen Mann el 3 de marzo de 2006 como tercer y último sencillo de su quinto álbum Rosenrot (2006). Para Australia, Grecia y Nueva Zelanda solo estuvo disponible en descarga digital. Éste tomó posición en varias listas de Europa, y alcanzó la posición 59 en Reino Unido. Varios sitios web elogian la canción en la reseña del álbum en el cual está incluido, como icScotland, que explica que Mann gegen Mann «suena como un trabajo de rock industrial de brillantez», mientras que The Metal Circus alega que «temas como Mann Gegen Mann se benefician enormemente de esa avalancha de acordes a volumen infernal mezclados con coros tan marciales e imponentes [...]».
Aparece recopilado en los álbumes Crossing All Over! Volume 18 (2006) de la discográfica Gun Records, y Schattenreich, Vol. 4 (2007) de Radar Recordings.

## Posicionamiento en listas
| Lista (2006)                           | Máxima posición |
| -------------------------------------- | --------------- |
| Alemania (Offizielle Deutsche Charts)  | 20              |
| Austria (Ö3 Austria Top 40)            | 42              |
| Bélgica (Flandes) (Ultratop 50)        | 10              |
| Dinamarca (Tracklisten)                | 5               |
| Escocia (Scottish Singles Sales Chart) | 39              |
| Finlandia (OFC)                        | 18              |
| Hungría (Single Top 40)                | 6               |
| Países Bajos (Mega Single Top 100)     | 35              |
| Reino Unido (UK Singles Chart)         | 59              |
| Reino Unido (UK Rock & Metal)          | 2               |
| Suecia (Sverigetopplistan)             | 45              |
| Suiza (Schweizer Hitparade)            | 66              |
| Venezuela Pop Rock (Record Report)     | 1               |

## Contenido del sencillo
| Sencillo mundial |                                                          |          |  |
| N.º              | Título                                                   | Duración |  |
| 1.               | «Mann gegen Mann»                                        | 3:52     |  |
| 2.               | «Mann gegen Mann (Popular Music Mix)» (por Vince Clarke) | 4:06     |  |
| 3.               | «Mann gegen Mann (Musensohn Remix)» (por Sven Helbig)    | 4:14     |  |
| 4.               | «Ich will» (Vídeo en vivo en la Arena de Nimes)          | 4:34     |  |

| Versión en CD con 2 temas |                                                   |          |  |
| N.º                       | Título                                            | Duración |  |
| 1.                        | «Mann gegen Mann»                                 | 3:52     |  |
| 2.                        | «Rosenrot (The Tweaker Remix)» (por Chris Vrenna) | 4:34     |  |

| Sencillo de vinilo de 12" |                                                   |          |  |
| N.º                       | Título                                            | Duración |  |
| 1.                        | «Mann gegen Mann»                                 | 3:52     |  |
| 2.                        | «Rosenrot (3am At Cosey Remix)» (por Jagz Kooner) | 4:50     |  |

| Versión mejorada |                                                                    |          |  |
| N.º              | Título                                                             | Duración |  |
| 1.               | «Mann gegen Mann»                                                  | 3:51     |  |
| 2.               | «Mann gegen Mann (Popular Music Mix)» (por Vince Clarke)           | 4:06     |  |
| 3.               | «Mann gegen Mann (Musensohn Remix)» (por Sven Helbig)              | 4:14     |  |
| 4.               | «Ich will (versión mejorada)» (Vídeo en vivo en la Arena de Nimes) | 4:34     |  |

## Créditos
- Till Lindemann - Voz
- Richard Z. Kruspe - Guitarra y coros
- Paul Landers - Guitarra y coros
- Oliver Riedel - Bajo
- Christoph Schneider - Batería
- Christian Lorenz - Teclados